# Ivan Patzaichin
Ivan Patzaichin (ur. 26 listopada 1949 w Mili, zm. 5 września 2021 w Bukareszcie) – rumuński kajakarz, kanadyjkarz. Wielokrotny medalista olimpijski.
Pochodził z rodziny osiadłych na terenie dzisiejszej Rumunii starowierców (Lipowanie). W latach 1968–1984 brał udział w pięciu igrzyskach olimpijskich, na czterech zdobywał medale. Pierwszy medal – złoty – zdobył w Meksyku w dwójkach. W Monachium zwyciężył w jedynkach w wyścigu na 1000 metrów, w dwójce był drugi. W Montrealu startował wyłącznie w jedynce i nie stanął na podium. Przed następna olimpiadą zaczął pływać w duecie z Tomą Simionovem i w Moskwie zdobył złoto na 1000 metrów, a z innym partnerem był drugi na dwa razy krótszym dystansie. Cztery lata później pływał już wyłącznie z Simionovem. Ponownie sięgnęli po złoto na 1000 metrów, na 500 byli drudzy. Pracował również jako trener.